# 176-й гвардейский истребительный авиационный полк
176-й гвардейский истребительный авиационный Проскуровский Краснознамённый орденов Кутузова и Александра Невского полк (176 гв. иап) — воинская часть Военно-Воздушных сил (ВВС) Красной Армии, принимавшая участие в боевых действиях Великой Отечественной войны, переформированная в конце 1942 года в особый полк для уничтожения самолётов противника способом «свободная охота». Подчинялся непосредственно командованию ВВС КА.

## Наименования полка
- 19-й истребительный авиационный полк;
- 19-й истребительный авиационный Краснознаменный полк;
- 19-й истребительный авиационный Проскуровский Краснознамённый полк;
- 19-й истребительный авиационный Проскуровский Краснознамённый ордена Александра Невского полк;
- 176-й гвардейский истребительный авиационный Проскуровский Краснознамённый ордена Александра Невского полк;
- 176-й гвардейский истребительный авиационный Проскуровский Краснознамённый орденов Кутузова и Александра Невского истребительный авиационный полк;
- 234-й гвардейский истребительный авиационный Проскуровский Краснознамённый орденов Кутузова и Александра Невского полк;
- 234-й гвардейский истребительный авиационный Проскуровский Краснознамённый орденов Кутузова и Александра Невского полк имени Ленинского Комсомола;
- 237-й гвардейский истребительный авиационный Проскуровский Краснознамённый орденов Кутузова и Александра Невского центр показа авиационной техники (237 ЦПАТ);
- Войсковая часть (Полевая почта) 49772.

## Создание полка
176-й гвардейский истребительный авиационный полк сформирован 19 августа 1944 года путём преобразования 19-го истребительного авиационного Проскуровского Краснознамённого ордена Александра Невского полка в гвардейский за образцовое выполнение боевых задач в Белорусской наступательной операции, проявленные при этом мужество и героизм в соответствие с Приказом НКО СССР.

### В завершающих операциях Великой Отечественной войны
Полк использовался командованием на разных оперативных направлениях и был сформирован для уничтожения самолётов противника способом «свободная охота». Был единственным полком «охотников» в составе ВВС КА.
С 11 августа 1944 года и до конца войны вёл боевые действия в составе 16-й воздушной армии 1-го Белорусского фронта. Совместно с другими истребительными авиационными соединениями и частями он участвовал в боях с авиацией противника в ходе освобождения советскими войсками восточных районов Польши, разгрома группировок противника в Варшавско-Познанской, Восточно-Померанской и Берлинской наступательных операциях.
За отличие в воздушных боях при овладении столицей Германии городом Берлином 11 июня 1945 года был награждён орденом Кутузова 3-й степени.

## В действующей армии
В составе действующей армии:
- с 19 августа 1944 по 9 мая 1945 года.

## После войны
- 176-й гвардейский истребительный авиационный Проскуровский Краснознамённый орденов Кутузова и Александра Невского полк расформирован в период с 26 марта по 31 мая 1960 года вместе с 98-й гвардейской истребительной авиационной дивизией.
- в 1966 году по ходатайству трижды Героя Советского Союза Кожедуба И. Н. все регалии 176-го гв. иап переданы 234-му истребительному авиационному полку (аэродром Кубинка), входившему в состав 9-й истребительной авиационной дивизии ВВС Московского военного округа, который был сформирован 1 декабря 1950 г. из лётчиков 176-го гв. иап, не убывших в Корею, и стал именоваться 234-й гвардейский истребительный авиационный Проскуровский Краснознамённый орденов Кутузова и Александра Невского полк[4]
- В послевоенный период до 1967 года 234-й гв. иап участвовал в воздушных парадах над Красной площадью в Москве. Его личный состав во время дружеских визитов в Швецию (1967 г. и 1975 г.), Францию (1971 г.) и Финляндию (1974 г.) демонстрировал современную советскую авиационную технику и высокое лётное мастерство.
- Начиная с 1950-х годов лётчики полка выполняли также задачи по встрече в воздухе и почётному эскортированию до аэродрома посадки самолётов прибывавших в СССР иностранных делегаций, первых советских космонавтов и др.[5]
- За успехи в боевой и политической подготовке и в честь 50-летия ВЛКСМ полку 17 октября 1968 года присвоено имя Ленинского комсомола.
- в 1989 году в связи с реформой ВВС 234-й гвардейский истребительный авиационный Проскуровский Краснознамённый орденов Кутузова и Александра Невского полк переименован в 237-й гвардейский центр показа авиационной техники (237 ЦПАТ).
- осенью 2009 года 237-й гвардейский центр показа авиационной техники в ходе реформы Вооружённых сил РФ расформирован на авиабазе Кубинка.

## Командиры полка
- капитан, майор Ткаченко Андрей Григорьевич[6], 10.1940 — 11.10.1942
- майор Орлов Леонид Александрович (погиб)[6], 11.11.1942 — 17.03.1943
- майор Пустовойт Георгий Андреевич[6], 03.1943 — 08.1943
- подполковник, полковник Шестаков Лев Львович (погиб)[6], 08.1943 — 17.03.1944
- подполковник Чупиков Павел Фёдорович[6], 26.03.1944 — 8.10.1947
- подполковник Котельников Константин Константинович[6], ноябрь 1947—1948
- подполковник Куманичкин Александр Сергеевич[6], апрель — ноябрь 1948
- подполковник Шульженко, Николай Николаевич[6], ноябрь 1948 — ноябрь 1950
- подполковник Кошель Андрей Семёнович, ноябрь 1950 — апрель 1951
- подполковник Вишняков Сергей Фёдорович, июль 1951 — ноябрь 1952
- подполковник Бабаев Александр Иванович, 1952—1954
- подполковник Сучков Иван Афанасьевич, ноябрь 1954 — июль 1955

## В составе соединений и объединений

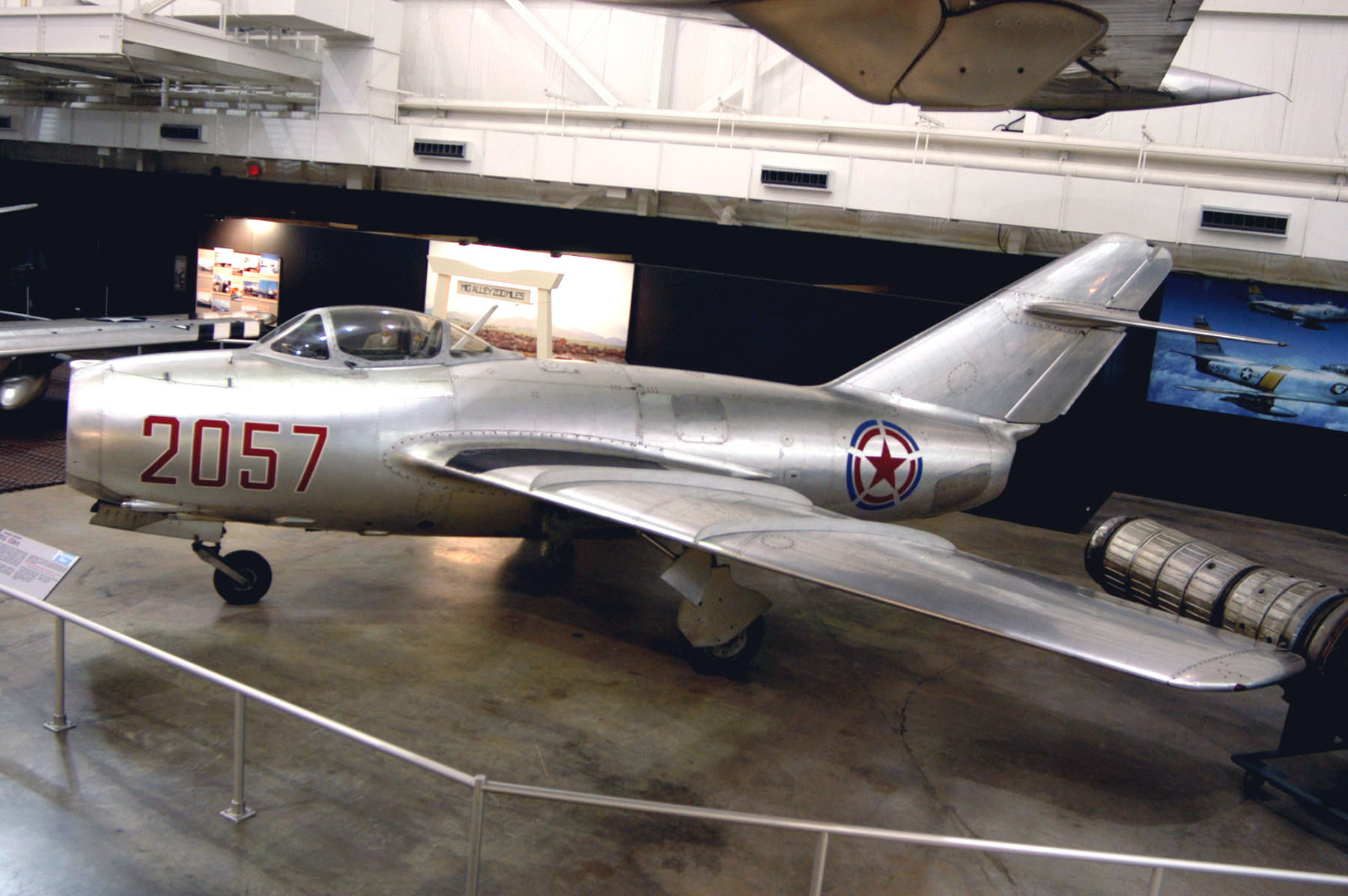
МиГ-15бис в американском музее. Самолёт имеет опознавательные знаки ВВС Северной Кореи.

| Период        | Фронт (округ)                                   | армия                                   | корпус                                                 | дивизия                                             | примечание                             |
| ------------- | ----------------------------------------------- | --------------------------------------- | ------------------------------------------------------ | --------------------------------------------------- | -------------------------------------- |
| 07.07.1944 г. | 1-й Белорусский фронт                           | 6-я воздушная армия                     |                                                        |                                                     | Ла-7                                   |
| 19.08.1944 г. | 1-й Белорусский фронт                           | 16-я воздушная армия                    |                                                        |                                                     | Ла-7                                   |
| 01.01.1945 г. | 1-й Белорусский фронт                           | 16-я воздушная армия                    | 3-й истребительный авиационный корпус                  |                                                     | в оперативном подчинении корпуса, Ла-7 |
| 09.05.1945 г. | 1-й Белорусский фронт                           | 16-я воздушная армия                    | 3-й истребительный авиационный корпус                  |                                                     | Берлин, Ла-7                           |
| 10.06.1945 г. | Группа советских оккупационных войск в Германии | 16-я воздушная армия                    |                                                        |                                                     | Ла-7                                   |
| 29.05.1946 г. | Московский военный округ                        | ВВС Московского военного округа         |                                                        | 324-я истребительная авиационная дивизия            | Ла-7                                   |
| 31.03.1951 г. | Объединённая воздушная армия                    |                                         | 64-й истребительный корпус                             | 324-я истребительная авиационная дивизия            | Корея, МиГ-15                          |
| 30.01.1952 г. | Объединённая воздушная армия                    |                                         | 64-й истребительный корпус                             | 324-я истребительная авиационная дивизия            | Корея, МиГ-15                          |
| 04.1952 г.    | Московский округ ПВО                            | 52-я воздушная истребительная армия ПВО | 78-й гвардейский истребительный авиационный корпус ПВО | 324-я истребительная авиационная дивизия            | МиГ-15                                 |
| 03.1958 г.    | Московский округ ПВО                            | 52-я воздушная истребительная армия ПВО | 78-й гвардейский истребительный авиационный корпус ПВО | 98-я гвардейская истребительная авиационная дивизия | МиГ-17                                 |
| 26.03.1960 г. | Московский округ ПВО                            | 52-я воздушная истребительная армия ПВО | 78-й гвардейский истребительный авиационный корпус ПВО | 98-я гвардейская истребительная авиационная дивизия | расформирован, МиГ-17                  |

## Участие в сражениях и битвах
Великая Отечественная война (1944—1945):
- Сероцкая наступательная операция с 30 августа 1944 года по 2 ноября 1944 года
- Висло-Одерская операция с 12 января 1945 по 3 февраля 1945 года
- Варшавско-Познанская операция с 14 января 1945 года по 3 февраля 1945 года
- Восточно-Померанская операция с 10 февраля 1945 года по 20 марта 1945 года
- Берлинская операция с 16 апреля 1945 года по 8 мая 1945 года

Война в Корее

## Почётные наименования и звание
- 19-му истребительному авиационному Краснознаменному полку 3 апреля 1944 года за отличие в боях с немецкими захватчиками при освобождении городов Проскуров, Каменец-Подольский, Чертков, Гусятин и Залещики приказом[7] ВГК присвоено почётное наименование «Проскуровский».
- 19 августа 1944 года за образцовое выполнение заданий командования в Белорусской наступательной операции, стойкость, мужество и героизм личного состава был преобразован в 176-й гвардейский истребительный авиационный полк.

## Награды
- 19-й истребительный авиационный полк 11 апреля 1940 года за образцовое выполнение боевых заданий Командования на фронте борьбы с финской белогвардейщиной и проявленные при этом доблесть и мужество Указом Президиума Верховного Совета СССР[8] награждён орденом Красного Знамени.
- 19-й Проскуровский Краснознамённый истребительный авиационный полк 9 августа 1944 года за образцовое выполнение заданий командования в боях с немецкими захватчиками при прорыве обороны немцев западнее Ковеля и проявленные при этом доблесть и мужество Указом Президиума Верховного Совета СССР[9] награждён орденом Александра Невского.
- 176-й гвардейский Проскуровский Краснознамённый ордена Александра Невского истребительный авиационный полк 11 июня 1945 года за образцовое выполнение боевых заданий командования в боях с немецкими захватчиками за овладение столицей Германии городом Берлин и проявленные при этом доблесть и мужество Указом Президиума Верховного Совета СССР[10] награждён орденом Кутузова III степени.

## Благодарности Верховного Главнокомандования
Верховным Главнокомандующим объявлены благодарности:
- за овладение городом Варшава[11];
- за овладение городами Сохачев, Скерневице и Лович[12];
- за овладение городами Лодзь, Кутно, Томашув (Томашов), Гостынин и Ленчица[13];
- за овладение городами Влоцлавек, Бжесць-Куявски и Коло[14];
- за овладение городами Хоэнзальца (Иновроцлав), Александров, Аргенау и Лабишин[15];
- за овладение городами Бервальде, Темпельбург, Фалькенбург, Драмбург, Вангерин, Лабес, Фрайенвальде, Шифелъбайн, Регенвальде и Керлин[16];
- за овладение городами Бельгард, Трептов, Грайфенберг, Каммин, Гюльцов, Плате[17];
- за овладение городами Голлнов, Штепенитц и Массов[18];
- за овладение городами Франкфурт-на-Одере, Вандлитц, Ораниенбург, Биркенвердер, Геннигсдорф, Панков, Фридрихсфелъде, Карлсхорст, Кепеник и вступление в столицу Германии город Берлин[19];
- за овладение городами Науен, Эльшталь, Рорбек, Марквардт и Кетцин[20];
- за овладение городами Ратенов, Шпандау, Потсдам[21];
- за овладение городом Бранденбург[22];
- за овладение городом Берлин[23].

## Отличившиеся воины полка
За стойкость и мужество, проявленные в Великой Отечественной войне 470 человек награждены орденами и медалями, а шестеро удостоены звания Героя Советского Союза.
В разные годы в полку проходили службу 29 Героев Советского Союза, в том числе трижды Герой Советского Союза, бывший заместитель командира полка, Кожедуб Иван Никитович, дважды Герой Советского Союза, космонавт Попович Павел Романович, 3 Героя России: лётчики-космонавты РФ Корзун Валерий Григорьевич, Шкаплеров Антон Николаевич, заслуженный лётчик-испытатель РФ Гарнаев Александр Юрьевич.
Навечно зачислен в списки части Герой Советского Союза старший лейтенант Образцов Борис Александрович. 27 июня 1945 года Указом Президиума Верховного Совета СССР удостоен звания Герой Советского Союза.
- Азаров Евгений Александрович, командир эскадрильи 19-го истребительного авиационного полка 6-й воздушной армии 1-го Белорусского фронта, майор, Указом Президиума Верховного Совета СССР 19 августа 1944 года удостоен звания Герой Советского Союза.
- Александрюк, Виктор Ильич, командир звена 176-го гвардейского истребительного авиационного полка. Золотая Звезда № 4831.
- Васько, Александр Фёдорович, лётчик 176-го гвардейского истребительного авиационного полка. Золотая Звезда № 8976.
- Гесь Григорий Иванович, командир эскадрильи 176-го гвардейского истребительного авиационного полка 324-й истребительной авиационной дивизии 10 октября 1951 года Указом Президиума Верховного Совета СССР удостоен звания Герой Советского Союза. Золотая Звезда № 10871.
- Громаковский, Владимир Александрович, командир звена 176-го гвардейского истребительного авиационного полка 16-й воздушной армии. Золотая Звезда № 8979.
- Губанов Алексей Алексеевич, командир звена 19-го истребительного авиационного полка 6-й воздушной армии 1-го Белорусского фронта, Указом Президиума Верховного Совета СССР 24 августа 1943 года удостоен звания Герой Советского Союза будучи командиром эскадрильи 13-го истребительного авиационного полка 201-й истребительной авиадивизии 2-го смешанного авиационного корпуса 4-й воздушной армии Северо-Кавказского фронта.
- Караев Александр Акимович, заместитель командира авиаэскадрильи 176-го гвардейского истребительного авиационного полка (16-я воздушная армия, 1-й Белорусский фронт) Указом Президиума Верховного Совета СССР 23 февраля 1945 года удостоен звания Герой Советского Союза.
- Кожедуб Иван Никитович, заместитель командира 176-го гвардейского истребительного авиационного полка удостоен звания Герой Советского Союза трижды.
- Крамаренко Сергей Макарович, заместитель командира эскадрильи 176-го гвардейского истребительного авиационного полка 324-й истребительной авиационной дивизии 10 октября 1951 года Указом Президиума Верховного Совета СССР удостоен звания Герой Советского Союза. Золотая Звезда № 9283.
- Куманичкин Александр Сергеевич, штурман 176-го гвардейского истребительного авиационного полка, Указом Президиума Верховного Совета СССР от 13 апреля 1944 года за мужество и воинскую доблесть, проявленные в воздушных боях с немецкими захватчиками удостоен звания Героя Советского Союза будучи командиром эскадрильи 41-го гвардейского истребительного авиаполка 8-й гвардейской истребительной авиадивизии 2-й воздушной армии 1-го Украинского фронта, гвардии капитан.
- Образцов Борис Александрович, старший лейтенант, лётчик 176-го гвардейского истребительного авиационного полка 324-й истребительной авиационной дивизии 10 октября 1951 года Указом Президиума Верховного Совета СССР удостоен звания Герой Советского Союза. Посмертно.
- Руденко, Николай Сергеевич, гвардии старший лейтенант, старший лётчик 176-го гвардейского истребительного авиационного полка 3-го истребительного авиационного корпуса 16-й воздушной армии 1-го Белорусского фронта 29 июня 1945 года Указом Президиума Верховного Совета СССР удостоен звания Герой Советского Союза. Золотая Звезда № 7980.
- Субботин Серафим Павлович, лётчик 176-го гвардейского истребительного авиационного полка 324-й истребительной авиационной дивизии 10 октября 1951 года Указом Президиума Верховного Совета СССР удостоен звания Герой Советского Союза. Золотая Звезда № 9289.
- Чупиков Павел Фёдорович, командир 19-го истребительного авиационного полка (16-я воздушная армия, 1-й Белорусский фронт) Указом Президиума Верховного Совета СССР 19 августа 1944 года удостоен звания Герой Советского Союза.
- Щербаков Иван Иванович, гвардии капитан, командир эскадрильи 176-го гвардейского истребительного авиационного полка 3-го истребительного авиационного корпуса 16-й воздушной армии 1-го Белорусского фронта 15 мая 1946 года Указом Президиума Верховного Совета СССР удостоен звания Герой Советского Союза. Золотая Звезда № 8984.

## Статистика боевых действий
Всего за годы Великой Отечественной войны полком:
| Выполнено боевых вылетов | Сбито самолётов в воздухе | Уничтожено самолётов всего |
| ------------------------ | ------------------------- | -------------------------- |
| 8522                     | 389                       | 445                        |

Свои потери:
| Потеряно самолётов, всего | Погибло лётчиков, всего | Погибло лётчиков в воздушных боях | Не вернулись с боевого задания | Погибло при налётах и прочие небоевые потери | Погибло в авиакатастрофах и умерло от ран |
| ------------------------- | ----------------------- | --------------------------------- | ------------------------------ | -------------------------------------------- | ----------------------------------------- |
| 111                       | 56                      | 23                                | 24                             | 2                                            | 7                                         |

За время боевых действий полк выполнил полётов на «свободную охоту»:
| Выполнено боевых вылетов всего | В 1944 году | В 1945 году |
| ------------------------------ | ----------- | ----------- |
| 3521                           | 1920        | 1601        |

Всего за годы войны в Корее полком:
| Сбито самолётов сил ООН | Потеряно самолётов, всего | Погибло лётчиков, всего |
| ----------------------- | ------------------------- | ----------------------- |
| 107                     | 15                        | 5                       |

## Базирование полка
| Период            | Место базирования           |
| ----------------- | --------------------------- |
| 05.1945 — 12.1945 | Шёнвальде, Германия         |
| 12.1945 — 11.1950 | Теплый стан, Москва         |
| 11.1950 — 04.1951 | Донгфаяйен, Китай           |
| 04.1951 — 02.1952 | Аньдунь, Китай              |
| 02.1952 — 03.1960 | Орешково, Калужская область |

## Самолёты на вооружении
| Период      | Самолёты    |
| ----------- | ----------- |
| 1938 — 1941 | И-15бис     |
| 1938 — 1941 | И-153       |
| 1938 — 1941 | И-16        |
| 1941 — 1942 | ЛаГГ-3      |
| 1942 — 1944 | Ла-5        |
| 1944 — 1948 | Ла-7        |
| 1948 — 1949 | Ла-9, Ла-11 |
| 1949 — 1956 | МиГ-15      |
| 1954 — 1960 | МиГ-17      |